# Economia da Região Norte do Brasil
A Economia da Região norte do Brasil baseia-se nas atividades industriais, de extrativismo vegetal e  mineral, inclusive de petróleo e gás natural, e a agricultura, além das atividades turísticas.
O extrativismo mineral, a agropecuária, a industrialização (Zona Franca de Manaus) e extrativismo vegetal, são atividades econômicas da região Norte.

## Produto Interno Bruto
Em 2017, o Produto Interno Bruto (PIB) da região predominante Norte representava 6,1% do nacional. A participação percentual de cada estado no PIB nacional está apresentada na tabela a seguir:
| Estados   | PIB (em R$ 1 000) | % do PIB nacional |
| --------- | ----------------- | ----------------- |
| Pará      | 130.883.000       | 2,2               |
| Amazonas  | 86.560.000        | 1,4               |
| Rondônia  | 36.563.000        | 0.6               |
| Tocantins | 28.390.000        | 0.5               |
| Amapá     | 13.861.000        | 0,2               |
| Acre      | 13.622.000        | 0,2               |
| Roraima   | 10.354.000        | 0,2               |

## Setor primário

### Agricultura

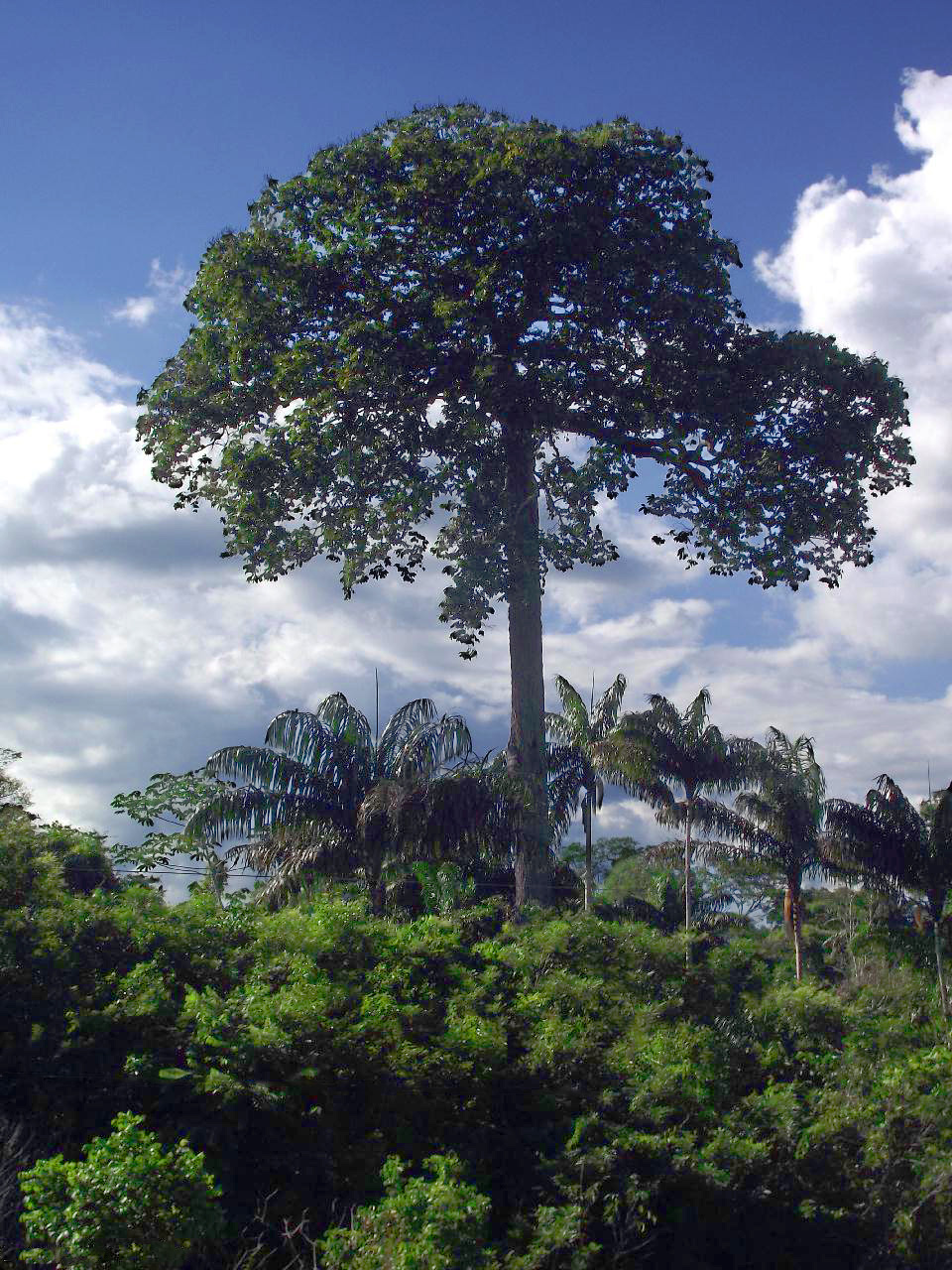
Castanheira perto de Marabá-PA

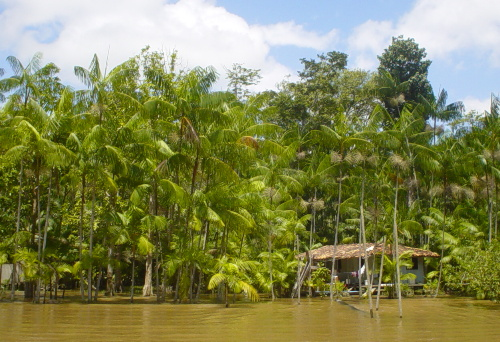
Açaizeiros no Pará

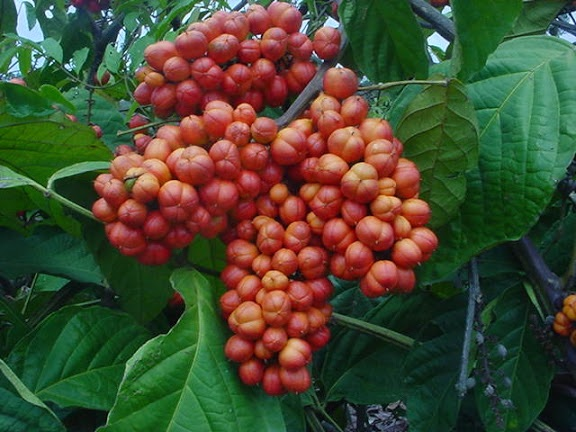
Guaraná em Ariquemes-RO

Em relação à agricultura, têm crescido muito as plantações de soja. Além da soja, outras culturas muito comuns na região são o arroz, o guaraná, a mandioca, cacau, cupuaçu, coco e o maracujá.
A agricultura comercial concentra-se nos seguintes pólos:
- a área de várzeas no médio e baixo Amazonas, onde o cultivo da juta possui grande destaque;
- a Região Bragantina, próxima a Belém, onde se pratica a policultura, que abastece a grande capital nortista, e a fruticultura. A pimenta-do-reino, cujo cultivo se iniciou com a chegada dos imigrantes japoneses, é outro importante produto da região.

Na produção de mandioca, o Brasil produziu um total de 17,5 milhão de toneladas do produto em 2019. O Pará foi o maior produtor nacional, com 3,7 milhão de toneladas produzidas. O Amazonas ficou em 5º lugar, com 876 mil toneladas. O Acre ficou em 9º com 628 mil toneladas. Rondônia em 11º, com 521 mil toneladas. No total, o Norte produziu 6,2 milhões de toneladas. 
Em 2019, o Pará produzia 95% do açaí no Brasil. O estado tem cerca de 50 empresas que comercializam mais de 1,2 milhão de toneladas do fruto para outros estados. O valor da comercialização passa de US$ 1,5 bilhão, cerca de 3% do PIB do estado. O segundo maior produtor de açaí do Brasil é o Amazonas (52 mil toneladas), seguido por Roraima (3,5 mil toneladas).
Em 2018, o Pará foi o maior produtor brasileiro de abacaxi, com 426 milhões de frutos colhidos em quase 19 mil hectares. Em 2017, o Brasil era o 3º maior produtor mundial (perto de 1,5 bilhão de frutos colhidos em cerca de 60 mil hectares). É a quinta fruta mais cultivada no País. O sudeste do Pará tem 85% da produção estadual: as cidades de Floresta do Araguaia (76,45%), Conceição do Araguaia (8,42%) e Salvaterra (3,12%) lideravam o ranking neste ano. Floresta do Araguaia também possui a maior indústria de suco concentrado da fruta do Brasil, exportando para os países da União Europeia, Estados Unidos e Mercosul. Tocantins foi o 5º maior produtor do país em 2019, com 85 milhões de frutos. Amazonas em 7º lugar, com 72 milhões de frutos.
O Pará também é um dos maiores produtores brasileiros de coco. Em 2019, era o 3º maior produtor do país, com 191,8 milhões de frutos colhidos, perdendo apenas para a Bahia e o Ceará. 
O Pará foi o 2º maior produtor nacional de limão em 2019, com 104 mil toneladas. Porém, quase toda a produção nacional é realizada em São Paulo, que produz 1,1 milhão de toneladas. 
O Pará é o maior produtor brasileiro de pimenta-do-reino, com 34 mil toneladas colhidas em 2018. 
A castanha do pará sempre foi um dos principais produtos do extrativismo do Norte do Brasil, com coleta no chão da floresta. Porém, nas últimas décadas, foi criado o cultivo comercial da castanheira. Já existem propriedades com mais de 1 milhão de pés de castanheira para produção em larga escala.  As médias anuais de produção no Brasil variavam  entre 20 mil e 40 mil toneladas por ano em 2016. 
Na produção de cacau, o Pará vem disputando com a Bahia a liderança da produção brasileira. Em 2017 o Pará obteve a liderança pela primeira vez. Em 2019, os paraenses colheram 135 mil toneladas de cacau, e os baianos, 130 mil toneladas. A área de cacau da Bahia é praticamente três vezes maior do que a do Pará, mas a produtividade do Pará é praticamente três vezes maior. Alguns fatores que explicam isto são: as lavouras da Bahia são mais extrativistas, e as do Pará tem um estilo mais moderno e comercial, além dos paraenses usarem sementes mais produtivas e resistentes, e à sua região propiciar resistência à vassoura-de-bruxa.  Rondônia é o 3º maior produtor de cacau do país, com 18 mil toneladas colhidas em 2017. 
O Amazonas é o 2º maior produtor brasileiro de guaraná. Em 2017, a produção brasileira foi de perto de 3,3 milhões de toneladas. A Bahia colheu 2,3 milhões (principalmente na cidade de Taperoá), o Amazonas 0,7 milhões (principalmente nas cidade de Maués, Urucará e Borba) e o resto do país, 0,3 milhões. Apesar da fruta ser originária da Amazônia, desde 1989 a Bahia vence o Amazonas em volume de produção e produtividade de guaraná, pelo fato do solo da Bahia ser mais propício, além da ausência de doenças na região. Os mais famosos usuários do produto, porém, adquirem 90% a 100% do seu guaraná da região amazônica, como a AMBEV e a Coca Cola. Os preços do guaraná baiano são bem abaixo dos de outros Estados, mas as isenções fiscais da Sudam levam a indústria de bebidas a preferir adquirir as sementes no Norte, o que ajuda a manter o maior valor agregado do guaraná amazônico. Já as indústrias farmacêuticas e os importadores compram mais guaraná da Bahia, devido ao preço. 
Na soja, Tocantins, Pará e Rondônia se destacam. Na safra 2019, Tocantins colheu 3 milhões de toneladas, Pará 1,8 milhão, e Rondônia 1,2 milhão. A produção vem em constante crescimento nos estados do Norte. 
No milho, o estado do Tocantins colheu perto de 1 milhão de toneladas em 2019.
Em 2019, o Tocantins foi líder na produção de arroz na região Norte, tornando-se o terceiro maior produtor do Brasil. Colheram mais de 670 mil toneladas na safra 2016/2017.
Em 2018, o Pará ocupou a 6ª posição nacional na produção de banana, com 423 mil toneladas do produto.

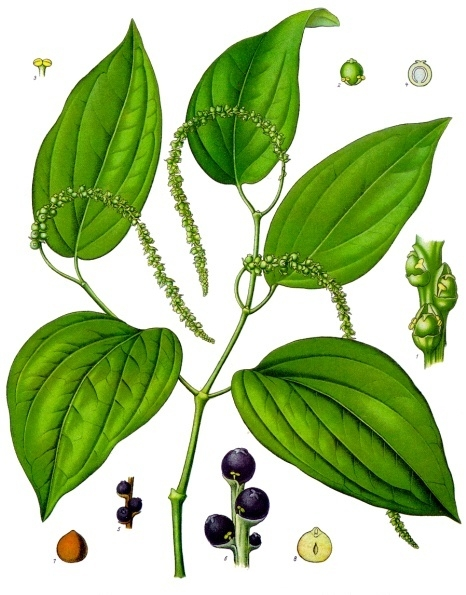
Especiaria apreciada desde tempos remotos, a pimenta-do-reino foi introduzida com sucesso pelos imigrantes japoneses na região Norte.

Uma das características dessa área são os solos lateríticos, presentes nas zonas intertropicais em geral, onde a intensa umidade provoca a concentração de minério de ferro na superfície. O resultado é uma camada de coloração avermelhada, endurecida e ácida, imprópria para a agricultura. Por esse motivo, os imigrantes japoneses implantaram um sistema de cultivo, denominado cultura de vaso, que consiste em abrir covas, de onde retiram o solo laterítico, substituindo-o por solos de melhor qualidade, aplicando-lhes corretivos agrícolas até obterem o aproveitamento desejado;
- Rondônia, que a partir da década de 1970 atraiu agricultores do centro-sul do país, estimulados pelos projetos de colonização e reforma agrária do governo federal e da disponibilidade de terras férteis e baratas. O desenvolvimento das atividades agrícolas trouxe uma série de problemas ambientais e conflitos fundiários. Por outro lado, transformou a área em uma das principais fronteiras agrícolas do país e uma das regiões mais prósperas e produtivas do Norte brasileiro. Atualmente o estado destaca-se na produção de café (maior produtor da região Norte e 6º maior do Brasil), cacau (2º maior produtor da região Norte e 3º maior do Brasil), feijão (2º maior produtor da região Norte), milho (2º maior produtor da região Norte), soja (3º maior produtor da região Norte), arroz (3º maior produtor da região Norte) e mandioca (4º maior produtor da região Norte). Até mesmo a uva, fruta pouco comum em regiões com temperaturas elevadas, é produzida em Rondônia, mais precisamente no sul do estado (produção de 224 toneladas em 2007). Apesar do grande volume de produção e do território pequeno para os padrões da região (7 vezes menor que o Amazonas e 6 vezes menor que o Pará), Rondônia ainda possui mais de 60% de seu território totalmente preservado, de acordo com dados do Instituto Nacional de Pesquisas Espaciais - INPE, tendo alcançado uma redução de 72% nos índices de desmatamento entre 2004 e 2008;
- Cerrado, em Tocantins, onde a correção do solo ácido com calcário e fertilizantes garante uma expressiva monocultura de soja.

Acredita-se que o estado do Acre, onde há vastas áreas de solos férteis, se torne a próxima fronteira agrícola da região. Cientistas e ecologistas temem que tal fato se concentre, pois a devastação da floresta, como já ocorreu em outros estados da Amazônia Legal, como Mato Grosso, Pará, Tocantins, Maranhão e Rondônia, seria inevitável. Uma medida apontada como eficaz para evitar a reincidência de tais problemas seria a aplicação rigorosa da legislação ambiental na região.

### Pecuária
A paisagem predominante na região Norte — a grande Floresta Amazônica — não é propícia à criação de gado. Apesar disso, a implantação de projetos agropecuários vem estimulando essa atividade ao longo das rodovias Belém-Brasília e Brasília-Acre, principalmente devido à facilidade de contato com os mercados do Sudeste e Centro-Oeste. A pecuária praticada é do tipo extensivo e voltada quase que exclusivamente para a criação de bovinos. Grandes transnacionais aplicam vultosos capitais em imensas propriedades ocupadas por essa atividade.
Há um dado negativo, entretanto, pois, de todas as atividades econômicas, a mais prejudicial à floresta é a pecuária, porque requer a devastação de grandes trechos da mata. A substituição da floresta por pastagens aumenta a temperatura local e diminui a pluviosidade, levando, em última instância, à desertificação das áreas de criação. Além disso, o gado introduzido — da raça nelore — apresenta baixa produção de carne, fator que torna uma criação onerosa.
Assim, a pecuária é desenvolvida com sucesso apenas nos Campos da Hiléia, principalmente em Roraima e na ilha de Marajó, onde se encontra o maior rebanho de búfalos do país.
Atualmente, a região Norte possui um rebanho bovino de aproximadamente 38 milhões de cabeças de gado, sendo que 89% desse total encontra-se em apenas três estados, Pará (15 milhões de cabeças), Rondônia (11 milhões de cabeças) e Tocantins (7 milhões de cabeças). Em 2008, o estado de Rondônia foi o 5º maior exportador de carne bovina do país, de acordo com dados da Abrafrigo (Associação Brasileira de Frigoríficos), superando estados tradicionais, como Minas Gerais, Rio Grande do Sul, Paraná e Santa Catarina.
Além da pecuária de corte, a pecuária leiteira também se destaca na região, com uma produção total em 2007 de cerca de 1,7 bilhão de litros de leite, sendo que 93% desse total foi produzido em apenas três estados, Rondônia (708 milhões de litros), Pará (643 milhões de litros) e Tocantins (213 milhões de litros).

### Extrativismo
Essa atividade, que já foi a mais expressiva da região Norte, perdeu importância econômica nos últimos anos. Atualmente a madeira é o principal produto extrativo da região, a produção se concentra nos estados do Pará, Amazonas e Rondônia. A borracha já não representa a base econômica da região, como foi no século XX, apesar de ainda estar sendo produzida nos estados: Amazonas, Acre e Rondônia. Como consequência do avanço das áreas destinadas a agropecuária, tem ocorrido uma grande redução das áreas dos seringais.

#### Extrativismo animal
O extrativismo animal, representado pela caça e pesca, também é praticado na região. Possuindo uma fauna extremamente rica, a Amazônia oferece grande variedade de peixes — destacando-se o tucunaré, o tambaqui e o pirarucu —, bem como tartarugas e um sem-número de outras espécies. O produto dessa atividade, geralmente, vem completar a alimentação do habitante do Nordeste, juntando-se em sua mesa ao arroz, à abóbora, ao feijão, ao milho, à banana etc.

#### Extrativismo mineral
A mineral artesanal, ou extrativista no sentido mais lato, baseia-se na prospecção e extração de minerais metálicos por garimpeiros, como ouro. O maior marco da mineração artesanal foi o distrito da Serra Pelada, de onde se extraiu diamantes, alumínio, estanho, ferro em grande escala. A maior parte da atividade garimpeira remanescente está em terras indígenas, como é o caso de Espigão D'Oeste - RO, onde encontra-se uma mina de diamantes de propriedade dos índios cintas-largas.

## Setor secundário
Não há uma verdadeira economia industrial na Amazônia. Existem, isto sim, algumas poucas indústrias isoladas, geralmente de beneficiamento de produtos agrícolas ou do extrativismo. As únicas exceções a esse quadro ocorrem em Manaus, onde a isenção de impostos, administrada pela Suframa (Superintendência da Zona Franca de Manaus), mantém cerca de 500 indústrias. Entretanto, apesar de empregar expressiva parcela da mão-de-obra local, somente agora foi implantado o Pólo de Biotecnologia, através do qual será possível explorar as matérias-primas regionais. Na maioria são filiais de grandes indústrias eletrônicas, quase sempre de capitais transnacionais, que produzem aparelhos eletrônicos, motocicletas, relógios, aparelhos de ar-condicionado, CDs e DVDs, suprimentos de informática e outros, com componentes trazidos de fora da região. E também polos Indústriais na região metropolitana de Belém, em Marabá e Barcarena(polos metal-mecânicos) em Porto Velho e em Santana (Amapá).

### Zona Franca de Manaus

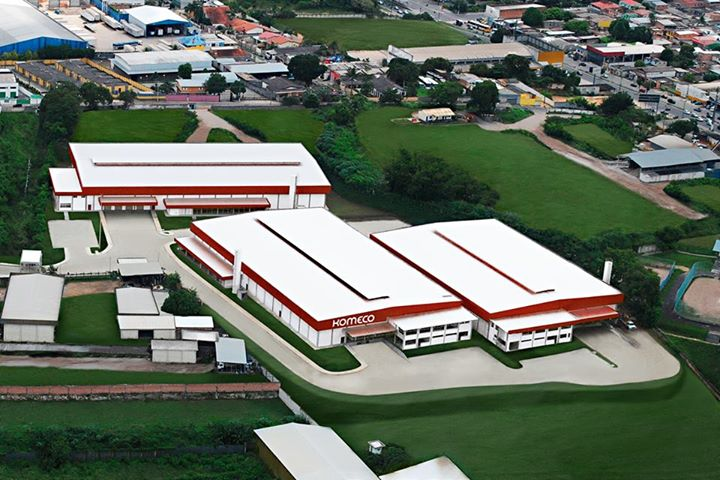
Unidades industriais em Manaus.

Quando a Zona Franca foi ampliada, em 1967, por um decreto do então presidente Castelo Branco, o objetivo era atrair para a Amazônia indústrias que baixassem o custo de vida e trouxessem o progresso para a região. Pensava-se em implantar uma espécie de "porto livre", em que as importações fossem permitidas. Nas vitrines da Zona Franca de Manaus, os numerosos turistas do Sul do país encontravam o que havia de mais moderno nas nações industrializadas em matéria de televisores, aparelhos de som, óculos, calculadoras, filmadoras, enfim, todos os objetos de consumo ambicionados pela classe média. Manaus parecia ter encontrado um substituto para a borracha que, no século XIX, a tornara uma das cinco cidades mais ricas do mundo. Entretanto, durante a década de 1980, a livre importação foi restringida pelo governo, mais interessado em proteger a indústria nacional. Assim, grande parte dos atrativos da Zona Franca desapareceram, fato que se somava à grande distância de Manaus dos grandes centros consumidores do centro-sul do país.
Porém o saldo é positivo. Se, por um lado, houve um decréscimo na atividade comercial e a infra-estrutura turística montada na época da opulência (hotéis e transportes) teve que procurar alternativas de utilização, por outro, a Zona Franca cumpriu o seu papel — existe hoje o Polo Industrial de Manaus (PIM), o Pólo Agropecuário e o Pólo de Biotecnologia, que se revelam promissores para a economia local.

### Mineração industrial
As maiores cadeias de mineração industrial do norte do Brasil estão no complexo mineral da Serra dos Carajás, no estado do Pará, de onde se extrai ferro, ouro, urânio, manganês e níquel. Outras minas importantes estão no noroeste do Pará, onde encontra-se a mineração Rio do Norte (bauxita), no oeste e norte do Pará, com as minas de Juruti, Oriximiná e Alenquer, além das minas de Laranjal do Jari, no Amapá. Há a extração de minerais fósseis, como o petróleo e o gás natural do campo de Urucu, no estado do Amazonas, no município de Coari, o que o tornam o terceiro maior produtor de petróleo do Brasil. No distrito de Bom Futuro, em Ariquemes - RO, encontra-se a maior mina de cassiterita a céu aberto do mundo.
Considerando somente o 1º semestre de 2017 (metade do ano), a produção do Pará de minérios foi liderada pelo minério de ferro (77,5 milhões de toneladas). A bauxita vem em 2º lugar, com 16 milhões de toneladas. Em 3º lugar o manganês, com 1 milhão de toneladas; em 4º o caulim com 662 mil toneladas; depois o cobre com 424 mil toneladas, o calcário com 335 mil toneladas, o níquel com 42 mil toneladas e o ouro com 1,6 mil toneladas. Em termos de valor comercializado, o ferro rendeu quase R$ 13 bilhões, o cobre R$ 2,7 bilhões, a bauxita R$ 1,4 bilhão, o níquel R$ 345 milhões, o manganês R$ 302 milhões, o caulim R$ 289 milhões, o ouro R$ 150 milhões, e o calcário R$ 12 milhões, num total de R$ 18,1 bilhões. A China responde por 48,8% das exportações paraenses, seguida da Malásia com 7,3%. As exportações para a China e para a Malásia são predominantemente de minério de ferro, 93,1% e 97,0%, respectivamente.
No ano inteiro de 2017, em termos de produção comercializada em toda a Região Norte, no setor de minério de ferro, o Pará foi o 2º maior produtor nacional, com 169 milhões de toneladas (dos 450 milhões produzidos pelo país), a um valor de R$ 25,5 bilhões. O Amapá produziu 91,5 mil toneladas. No cobre, o Pará produziu quase 980 mil toneladas (das 1,28 milhões de toneladas do Brasil), a um valor de R$ 6,5 bilhões. No alumínio (bauxita), o Pará realizou quase toda a produção brasileira (34,5 de 36,7 milhões de toneladas) a um valor de R$ 3 bilhões. No manganês, o Pará realizou grande parte da produção brasileira (2,3 de 3,4 milhões de toneladas) a um valor de R$ 1 bilhão. No ouro, o Pará foi o 3º maior produtor brasileiro, com 20 toneladas a um valor de R$ 940 milhões. O Amapá produziu 4,2 toneladas a um valor de R$ 540 milhões. Rondônia produziu 1 tonelada a um valor de R$ 125 milhões. No níquel, Goiás e Pará são os 2 únicos produtores do país, sendo o Pará o 2º em produção, tendo obtido 90 mil toneladas a um valor de R$ 750 milhões. Já no estanho, o estado de Rondônia foi o 2º maior produtor (10,9 mil toneladas, a um valor de R$ 333 milhões) e o Pará o 3º maior produtor (4,4 mil toneladas, a um valor de R$ 114 milhões).Também houve produção de nióbio (em forma de columbita-tantalita) em Amazonas (8,8 mil toneladas a R$ 44 milhões) e Rondônia (3,5 mil toneladas a R$ 24 milhões), e zinco em forma bruta em Rondônia (26 mil toneladas a R$ 27 milhões). O Pará teve 42,93% do valor da produção mineral comercializada do Brasil, com quase R$ 38 bilhões, o Amapá teve 0,62% do valor, com R$ 551 milhões, Rondônia teve 0,62% do valor, com R$ 544 milhões, o Amazonas teve 0,45% do valor com R$ 396 milhões, e o Tocantins teve 0,003% do valor com R$ 2,4 milhões. 

### Energia
A maior parte dos rios da região Norte são de planície, embora haja muitos outros que oferecem grande possibilidade de aproveitamento hidrelétrico. Atualmente, além da gigantesca Tucuruí, das usinas do rio Araguari (Amapá), de Santarém (Pará) e de Balbina, construída para suprir Manaus, o Norte conta com hidrelétricas em operação nos rios Xingu, Madeira, Teles Pires, Tocantins, Curuá-Una, Jatapu e Araguari, existindo ainda várias usinas hidrelétricas e térmicas em projeto e construção.
Contudo, a construção dessas usinas é alvo de severas críticas por parte de ecologistas do mundo inteiro. Sua implantação requer a devastação de enorme quantidade de árvores, provocando a extinção de grande variedade de mamíferos, aves, peixes e insetos, muitos dos quais desconhecidos pelos cientistas, além de interferir na vida de grupos indígenas, com a usina de Belo Monte (antiga Kararaó), por exemplo.
A Usina Hidrelétrica de Balbina, no Amazonas, em particular, recebeu muitas críticas. Apesar de haver inundado uma área enorme para funcionamento, produz pouca energia, pois os rios que formam o seu lago têm fraca vazão e correm em terreno de pequena declividade. Além disso, a produção de gás natural de Urucu (Município de Coari) poderia substituir Balbina no suprimento de energia para a região de Manaus, após a conclusão do gasoduto que será construído até aí.
De qualquer modo, a energia abundante constitui o primeiro passo para a industrialização e oferece boas perspectivas à região.
Em 1978, começaram a ser construídas usinas hidrelétricas na região. Atualmente várias estão concluídas, e muitas outras projetadas. Entre as que estão em funcionamento estão: Tucuruí, Belo Monte, Teles Pires, São Manoel, Pimental e Curuá-Una, no Pará; Balbina, no Amazonas; Samuel, Santo Antônio e Jirau, em Rondônia; Coaracy Nunes, Cachoeira Caldeirão, Ferreira Gomes e Santo Antônio do Jari no Amapá; São Salvador, Lajeado, Peixe Angical, em Tocantins; Estreito, na divisa entre Maranhão e Tocantins.
A UHE – Lajeado é a primeira hidrelétrica brasileira privada, construída com auxílio financeiro público, erguida com total desrespeito à população atingida: índios XERETE, ribeirinhos e camadas pobres de Palmas, Porto Nacional e região em Tocantins.
No Rio Madeira, em Rondônia, as usinas hidrelétricas de Santo Antônio e Jirau juntas tem uma capacidade instalada de 6.450 MW, cerca de metade da energia gerada pela UHE(Usina Hidrelétrica) de Itaipu. As usinas são apontadas pelos especialistas da área como uma solução para os problemas de racionamento de energia do país. Apesar da polêmica criada em torno das obras por parte de ambientalistas e organizações não-governamentais, as usinas foram as primeiras da Amazônia a utilizar o sistema de turbinas tipo "bulbo", o que não requer grandes volumes de água, uma vez que as turbinas serão acionadas pela correnteza do rio e não pela queda d'água. Com isso, o coeficiente de eficiência energética das usinas será superior, por exemplo, ao da UHE de Itaipu, considerada um modelo para o setor.

#### Hidrelétricas do Sistema Interligado Nacional
| # | Usina hidrelétrica               | Rio             | Bacia              | Sub-bacia | Estado | Potência instalada | Início de operação | Proprietário ou acionistas                       | Observação            |
| - | -------------------------------- | --------------- | ------------------ | --------- | ------ | ------------------ | ------------------ | ------------------------------------------------ | --------------------- |
|   | Belo Monte                       | Rio Xingú       | Amazônica          | Xingú     | PA     | 11233 MW           | 2016               | Eletronorte, CHESF, Neoenergia, CEMIG, Vale S.A. | Operada por consórcio |
|   | Tucuruí                          | Rio Tocantins   | Araguaia-Tocantins | Tocantins | PA     | 8535 MW            | 1984               | Eletronorte                                      |                       |
|   | São Luiz do Tapajós              | Rio Tapajós     | Amazônica          | Tapajós   | PA     | 6356,4 MW          | (planejada)        |                                                  |                       |
|   | Jirau                            | Rio Madeira     | Amazônica          | Madeira   | RO     | 3750 MW            | 2013               | Engie Brasil, Eletrosul, CHESF                   | Operada por consórcio |
|   | Santo Antônio                    | Rio Madeira     | Amazônica          | Madeira   | RO     | 3568 MW            | 2012               | Furnas, CEMIG                                    | Operada por consórcio |
|   | Jatobá                           | Rio Tapajós     | Amazônica          | Tapajós   | PA     | 2338 MW            | (planejada)        |                                                  |                       |
|   | Teles Pires                      | Rio Teles Pires | Amazônica          | Tapajós   | MT PA  | 1819,8 MW          | 2015               | Neoenergia, Eletrosul, Furnas                    | Operada por consórcio |
|   | Estreito                         | Rio Tocantins   | Araguaia-Tocantins | Tocantins | TO MA  | 1087 MW            | 2012               | Engie Brasil, Vale S.A.                          | Operada por consórcio |
|   | Lajeado (Luiz Eduardo Magalhães) | Rio Tocantins   | Araguaia-Tocantins | Tocantins | TO     | 902,5 MW           | 2001               | EDP Brasil, CEB, CPFL                            | Operada por consórcio |
|   | Jamanxim                         | Rio Jamanxim    | Amazônica          | Tapajós   | PA     | 881 MW             | (planejada)        |                                                  |                       |
|   | Cachoeira do Caí                 | Rio Jamanxim    | Amazônica          | Tapajós   | PA     | 802 MW             | (planejada)        |                                                  |                       |
|   | São Manoel                       | Rio Teles Pires | Amazônica          | Tapajós   | MT PA  | 700 MW             | 2018               | EDP Brasil, CTG Brasil, Furnas                   | Operada por consórcio |
|   | Cachoeira dos Patos              | Rio Jamanxim    | Amazônica          | Tapajós   | PA     | 528 MW             | (planejada)        |                                                  |                       |
|   | Peixe Angical                    | Rio Tocantins   | Araguaia-Tocantins | Tocantins | TO     | 498,75 MW          | 2006               | EDP Brasil, Furnas                               | Operada por consórcio |
|   | Santo Antonio do Jari            | Rio Jari        | Amazônica          | Amazonas  | AP PA  | 373,4 MW           | 2014               | EDP Brasil, CTG Brasil                           | Operada por consórcio |
|   | Ferreira Gomes                   | Rio Araguari    | Amazônica          | Amazonas  | AP     | 252 MW             | 2014               | Alupar                                           | Operada por consórcio |
|   | Balbina                          | Rio Uatumã      | Amazônica          | Amazonas  | AM     | 249,75 MW          | 1989               | Eletrobras Amazonas                              |                       |
|   | São Salvador                     | Rio Tocantins   | Araguaia-Tocantins | Tocantins | TO     | 243,2 MW           | 2009               | Engie Brasil                                     |                       |
|   | Cachoeira Caldeirão              | Rio Araguari    | Amazônica          | Amazonas  | AP     | 219 MW             | 2016               | CTG Brasil                                       | Operada por consórcio |
|   | Samuel                           | Rio Jamari      | Amazônica          | Madeira   | RO     | 216,8 MW           | 1996               | Eletronorte                                      |                       |
|   | Coaracy Nunes                    | Rio Araguari    | Amazônica          | Amazonas  | AP     | 78 MW              | 1975               | Eletronorte                                      |                       |
|   | Rondon II                        | Rio Comemoração | Amazônica          | Madeira   | RO     | 73,5 MW            | 2011               |                                                  |                       |
|   | Curuá-Una (Silvio Braga)         | Rio Curuá-Una   | Amazônica          | Amazonas  | PA     | 42,8 MW            | 1977               | Eletronorte                                      |                       |

## Setor terciário

### Transportes

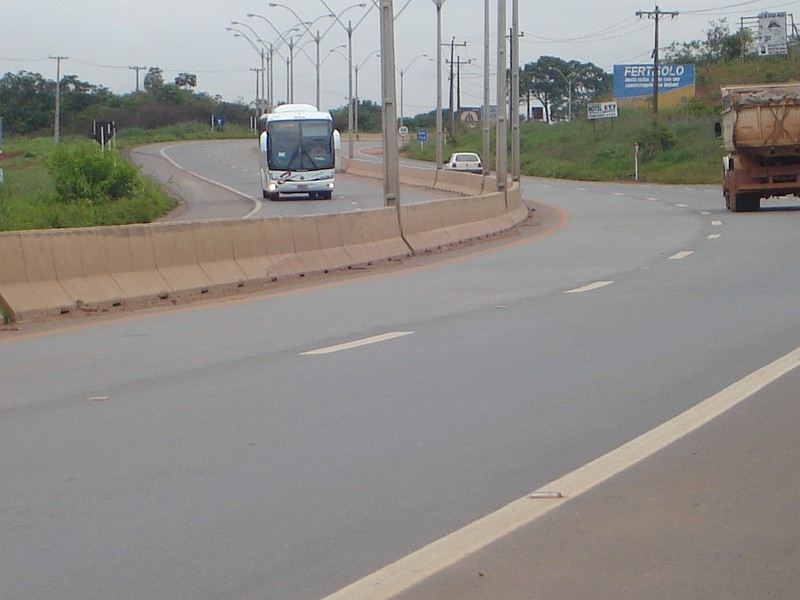
Trecho duplicado da BR-364 próximo a Porto Velho.

A malha rodoviária na região não é muito extensa. Boa parte das rodovias existentes na região foram construídas nos anos 60 e 70, com o intuito de integrar essa região às outras regiões do país. Como exemplo, tem-se a rodovia Transamazônica, a rodovia Belém-Brasília e a BR-364 (Cuiabá-Porto Velho-Rio Branco).
Em relação à malha ferroviária, duas ferrovias possuem destaque: a Estrada de Ferro Carajás, com um ramal em Parauapebas, e outro em Canaã dos Carajás, no estado do Pará, até São Luís, capital do estado do Maranhão (Região Nordeste), que escoa os minerais extraídos na serra dos Carajás até os portos de Itaqui e Ponta da Madeira, além de realizar transporte de passageiros e cargas como soja, celulose e combustível, pela conexão com a Ferrovia Norte-Sul; e  a Estrada de Ferro do Amapá, que transporta o manganês e o níquel, extraídos na serra do Navio até o porto de Santana, em Macapá, capital do estado do Amapá. 
A Estrada de Ferro Trombetas, pertencente a VALE, opera no estado do Pará, transportando bauxita. A Estrada de Ferro Juruti, de propriedade da Alcoa, fica junto à mina de bauxita localizada na cidade de Juruti (PA). A Estrada de Ferro Jari, no Pará, transporta celulose e bauxita. A Ferrovia Norte-Sul tem o projeto de interligar o Pará e o Rio Grande do Sul.
Uma outra estrada de ferro importante para a região foi a ferrovia madeira-Mamoré, localizada no estado de Rondônia e que foi construída no início do século XX, com o intuito de escoar a borracha produzida nessa região e na Bolívia para o oceano Atlântico, através dos rios Madeira e Amazonas, até os portos de Manaus e Belém. Atualmente essa ferrovia encontra-se desativada.
Na Amazônia Central os meios de transporte mais utilizados são barcos e aviões, e existem aeroportos em quase todos os municípios da região. O transporte por estradas só existe de verdade no sul e leste do Pará, no sul do Amazonas, entre os municípios mais próximos de Manaus e nos estados do Acre e Rondônia. Manaus é um dos maiores centros de movimentação de cargas no país e é servida pelo transporte rodoviário interestadual com carretas embarcadas em balsas e transportadas até os portos de Belém do Pará e Porto Velho/RO. Existe a BR-174 que liga Manaus a Boa Vista/RR e a partir daí liga a região ao Caribe, através da Venezuela. O rio Amazonas permite a navegação de navios de grande porte, de qualquer calado, e Manaus também é servida por esse modal.

### Turismo

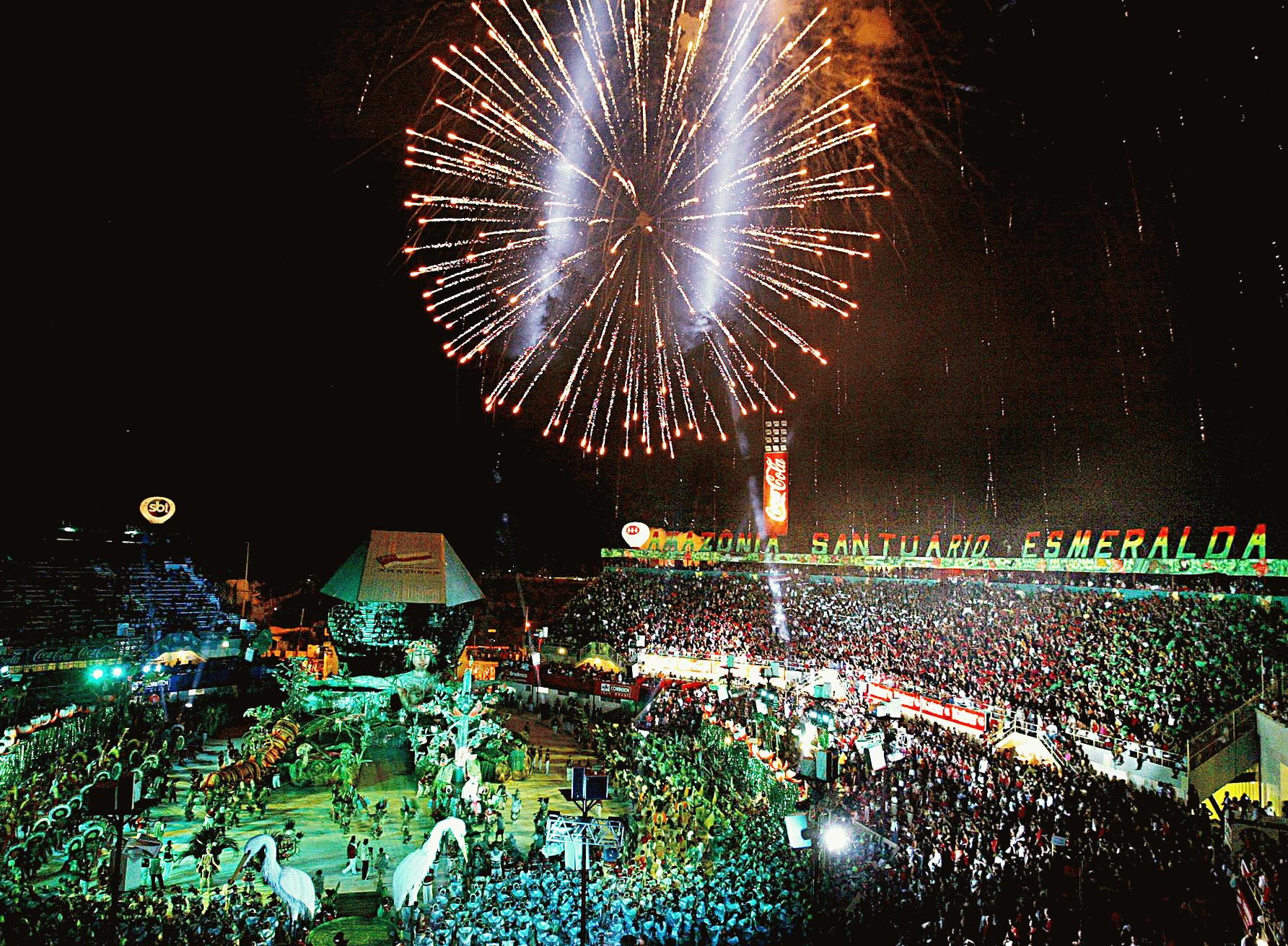
Parintins.

Por ser uma região pouco habitada e de ocupação mais tardia, o ecossistema regional encontra-se preservado, o que propicia as atividades de ecoturismo.
As cidades que recebem o maior número de turistas são :
| - Porto Velho - Manaus - Belém - Presidente Figueiredo - Salinópolis - Santarém - Parintins | - Macapá - Coari - Bragança - Marabá - Palmas - Boa Vista - Rio Branco |

Manaus foi uma das primeiras cidades brasileiras a possuir o AmazonBus, veículo oferecido aos turistas que visitam à cidade aos moldes de veículos turísticos que já operam em cerca de setenta cidades turísticas do exterior. O AmazonBus percorre 40 pontos turísticos de Manaus. Dentre os incluídos no roteiro, estão o Teatro Amazonas e a Praia da Ponta Negra.

## Economia por estado
- Acre
- Amapá
- Amazonas
- Pará
- Rondônia
- Roraima
- Tocantins